# مرجان صیقلی
مرجان صیقلی (متولد ۱۹۶۴ میلادی) یک فعال حقوق بشر و مدیر موسسه‌ای غیرانتفاعی در هلند است. وی در سال ۲۰۱۳ مدیر بنیاد دانشجویان پناهنده (به انگلیسی: Stichting voor Vluchteling Studenten UAF) شد. او موفق شد تا جوایزی را نیز در این دوره دریافت کند از جمله آنها جایزه کامنیوس در سال ۲۰۱۹ میلادی می باشد. او عضو هیئت مشاوره دانشگاه برای حقوق بشر است و عضو هیئت نظارتی کاخ هت لو می‌باشد.

## زندگی‌نامه

### اوایل زندگی
مرجان صیقلی در سال ۱۳۴۳ خورشیدی مصادف با ۱۹۶۴ میلادی در شهر رشت در شمال ایران به دنیا آمد. تا قبل از وقوع انقلاب ۱۳۵۷ ایران صیقلی با وجود تربیت در خانواده‌ای محافظه‌کار از جهت سیاسی، هیچگونه فعالیت سیاسی نداشت اما پس از سقوط شاه ایران؛ او به سیاست علاقه نشان‌داد.

### سال‌های جوانی
با انقلاب اسلامی ایران، مرجان صیقلی برای فعالیت سیاسی فعالیت‌هایی را آغاز کرد. او در ابتدا به عضویت حزب ترقی‌خواه درآمد و سعی کرد تا آزادی و برابری را شعار خود قرار دهد. او جزوه‌های مربوط به حزب را توزیع می‌کرد و در جلسات حزب شرکت فعال داشت. به دلیل این فعالیت‌های سیاسی، او مجبور شد در ۱۷ سالگی برای چند ماه در خانه یکی از اقوامش در تهران مخفی شود. او از فعالیت‌های آزادانه به خاطر تحت نظر بودن منع شده بود و مجبور بود همواره دور از چشم بماند. او در نهایت با راضی کردن پدرش، تصمیم گرفت تا جشن نوروز سال ۱۳۶۱ را در کنار خانواده سر کند، اما در همان شب، دستگیر شد و به مدت یکسال و نیم راهی زندان شد. او در گزارش خاطرات زندانش، از شکنجه‌هایی یاد می‌کند که منجر به ترس شدید هر روزه او شده‌است. از جمله این اقدامات، اعدام چند زن از هم زندانیان او بوده‌است. با همه این مسائل، او همواره برای حفظ روحیه خود در زندان تلاش می‌کرد.
صیقلی در نهایت پس از معامله پدر و مادرش با حکومت وقت، موفق شد تا با پرداخت جریمه‌ای سنگین، آزاد شود اما همچنان از تحصیل و کار منع شده بود. او مجبور شد تا در این دوران ازدواج کند. صیقلی از این شرایط بشدت ناراحت بود و این ناراحتی را ابراز می‌کرد.  او کمی بعد از مخالفت با خانواده در خصوص ازدواج، در نهایت در ۸ دسامبر ۱۹۸۳ با یکی از دوستان چندساله خود به نام رسول ازدواج کرد. پس از چندین سال زندگی مشترک، این دو زوج صاحب دو فرزند پسر شدند.

### فرار به هلند
همسرش در سال ۱۹۸۹ به‌طور مخفیانه از مراسم اعدام یکی از قاچاقچیان در ایران فیلمبرداری کرد و به همین دلیل مورد تعقیب قضایی و بازداشت قرار گرفت. او پس از مدتی موفق به فرار از ایران شد و به کشور هلند پناهنده شد. صیقلی نیز چون شوهرش، بارها قصد خروج از کشور به صورت مخفیانه را داشت اما در نهایت موفق شد تا از کشور بگریزد. پس از زمین لرزه ۱۳۶۹ منجیل و رودبار که رشت را نیز لرزاند، همسر صیقلی با او ارتباطی برقرار کرد و به او اطلاع داد که در هلند است و شماره تماسی از خود به او داد. صیقلی پس از ورود به بردا، درخواست پناهندگی داد و ابتدا در اردوگاه پناهندگان AZC بلیترویک در نزدیکی ونری قرار گرفت. بعداً به برومن و در نهایت آلمر نقل مکان کرد.

### زندگی در هلند
صیقلی پس از ورود به هلند ابتدا زبان هلندی را کاملا خودآموز آموخت و سپس به تحصیلی که او از انجام آن در ایران محروم شده بود پرداخت. او در طول زندگی در هلند، با خانواده‌اش در ایران به صورت مکاتبه متنی، در تماس بود.
در سال ۱۹۹۷ او مطالعات خدمات اجتماعی و خدمات خود را در دانشگاه آمستردام به پایان رساند و متعاقباً چندین دوره پس از لیسانس را دنبال کرد. صیقلی از سال ۱۹۹۶ تا ۲۰۱۳ در خدمات جوانان به عنوان مدیر، در توانبخشی و در بنیاد میراث فرهنگی هلند کار کرد. صیقلی در سال ۲۰۱۳ مدیر بنیاد دانشجویان پناهنده (به انگلیسی:Stichting voor Vluchteling Studenten UAF) شد. در ژوئن 2016، او وارد هیئت مشاوران دانشگاه برای حقوق بشر شد که یک ناظر مستقل بر مسائل حقوق بشر در هلند است. او همچنین عضو هیئت نظارتی کاخ هت لو می‌باشد.  در سال 2019، جایزه کومنیوسپریس را به دست آورد، یک جایزه برای "تعهد چشمگیر به منافع آموزش، تربیت، علم و فرهنگ برای توسعه جامعه بین‌المللی" است.  بر اساس اظهارات هیأت منصفه، او یک "الهام‌بخش مشتاق در جامعه است که می‌داند چگونه افراد را به یکدیگر متصل و حمایت کند تا بتوانند مرزهای خود را در جامعه گسترش دهند".  در تاریخ ۲۱ نوامبر ۲۰۲۰، سیغالی رئیس انجمن بشرگرای هولند (انجمن بشرگرای هلندی) شد.  در دوره ی 1 ژانویه تا 1 سپتامبر 2023، او به عنوان رئیس بنیاد شهر طبیعی روتردام خدمت کرد.

## جوایز
- جایزه کامنیوس در سال ۲۰۱۹ میلادی[۴]

## آثار
- تا امروز (به انگلیسی: Tot op de dag) (منتشر شده در سال ۲۰۲۱ میلادی)[۴]